# Synaphea boyaginensis
Synaphea boyaginensis är en tvåhjärtbladig växtart som beskrevs av Alexander Segger George. Synaphea boyaginensis ingår i släktet Synaphea och familjen Proteaceae. Inga underarter finns listade i Catalogue of Life.